# 앤디 헐리
앤디 헐리(Andy Hurley, 1980년 5월 31일 - )는 미국의 음악가로, 폴 아웃 보이의 일원이다.